# Liste von Kriegen und Schlachten im 17. Jahrhundert
Schlachten, welche nicht eindeutig zu bestimmten Kriegen zugeordnet werden können, sind grau hinterlegt.

## 17. Jahrhundert

### Tyrone-Aufstand
| 1598–1603 | Tyrone-Aufstand |                                                                                            |
|           | 1601–1602       | Belagerung von Kinsale, ein spanisches Expeditionskorps wird von den Engländern geschlagen |

### Siebenter Burmesisch-Siamesischer Krieg
| 1607–1618 | Siebenter Burmesisch-Siamesischer Krieg |  |

### Erster Englischer Powhatankrieg
| 1609–1614 | Erster Englischer Powhatankrieg |  |

### Erster Polnisch-Russischer Krieg
| 1609–1618 | Erster Polnisch-Russischer Krieg |                                                               |
|           | 1609, Herbst bis 1611            | Belagerung von Smolensk,                                      |
|           | 1610, 4. Juli                    | Schlacht von Kluschino, polnische Truppen besiegen die Russen |

### Ingermanländischer Krieg
| 1610–1617 | Ingermanländischer Krieg |  |

### Kalmarkrieg
| 1611–1613 | Kalmarkrieg |  |

### Polnisch-Schwedischer Krieg
| 1617–1629 | Polnisch-Schwedischer Krieg |  |

### Osmanisch-Polnischer Krieg
| 1620–1621 | Osmanisch-Polnischer Krieg |  |

### Dreißigjähriger Krieg
| 1618–1648    | Dreißigjähriger Krieg           | |
| a) 1618–1623 | Böhmisch-Pfälzischer Krieg      | |
|              | 1619, 10. Juni                  | Schlacht bei Sablat (Böhmen), kaiserliche Truppen schlagen Ernst von Mansfeld |
|              | 1620, 7. Oktober                | Schlacht am Vražda (Böhmen), Rückzug der kaiserlichen Truppen |
|              | 1620, 8. November               | Schlacht am Weißen Berge (Böhmen), katholische Liga besiegt Böhmen |
|              | 1622, 27. April                 | Schlacht bei Mingolsheim (Baden/Pfalz), die vereinigten Heere von Peter Ernst II. Graf von Mansfeld und Georg Friedrich von Baden-Durlach besiegen die Kaiserlichen unter Tilly    |
|              | 1622, 6. Mai                    | Schlacht bei Wimpfen, katholische Liga (Tilly und González Hernandez de Córdoba) besiegen pfälzischen Truppen (Markgraf Georg Friedrich von Baden-Durlach)                         |
|              | 1622, 20. Juni                  | Schlacht bei Höchst (Hl. Römisches Reich), katholische Liga besiegt protestantische Union                                                                                          |
|              | 1622, 29. August                | Schlacht bei Fleurus |
|              | 1623, 6. August                 | Schlacht bei Stadtlohn (Hl. Römisches Reich), katholische Liga besiegt protestantische Union                                                                                       |
| b) 1625–1629 | Dänisch-Niedersächsischer Krieg | |
|              | 1626, 25. April                 | Schlacht bei Dessau, kaiserliche Truppen unter Wallenstein besiegen ein protestantisches Heer unter Mansfeld                                                                       |
|              | 1626, 27. August                | Schlacht bei Lutter, katholische Liga besiegt die Dänen |
|              | 1628, 2. September              | Schlacht bei Wolgast |
| c) 1630–1635 | Schwedischer Krieg              | |
|              | 1631, 7. August                 | Schlacht bei Werben |
|              | 1631, 17. September             | Erste Schlacht bei Breitenfeld |
|              | 1632, 14. April                 | Schlacht bei Rain am Lech |
|              | 1632/1633, 16. August           | Schlacht bei Wiesloch |
|              | 1632, September                 | Schlacht bei Nürnberg Stellungskrieg zwischen Wallenstein und Gustav II. Adolf |
|              | 1632, 16. November              | Schlacht bei Lützen (Hl. Römisches Reich), Schweden gegen das Reich |
|              | 1633, 8. November               | Kämpfe um Regensburg (1632–1634) Belagerung und Eroberung von Regensburg durch die Schweden gegen katholische Liga, und Bayern                                                     |
|              | 1634, 21. Juli                  | Kämpfe um Regensburg (1632–1634) Belagerung und Rückeroberung von Regensburg durch Kaiserliche Truppen und Truppen der katholische Liga von den Schweden                           |
|              | 1634, 22. Juli                  | Eroberung und Plünderung von Landshut durch zwei schwedische Heere |
|              | 1634, 6. September              | Schlacht bei Nördlingen (Hl. Römisches Reich), Ein vereinigtes kaiserlich-spanisch-bayerisches Heer der katholischen Liga besiegt ein schwedisches Heer der protestantischen Union |
| d) 1635–1648 | Schwedisch-Französischer Krieg  | |
|              | 1636, 4. Oktober                | Schlacht bei Wittstock, Schweden über Kaiserliche und Sachsen |
|              | 1638, 28. Februar               | Schlacht bei Rheinfelden, erster Teil |
|              | 1638, 3. März                   | Schlacht bei Rheinfelden, zweiter Teil |
|              | 1642, 17. Januar                | Schlacht auf der Kempener Heide, französisch-weimarisch-hessische Truppen unter Guébriant und Eberstein besiegen kaiserlich-kurkölnische Truppen unter Lamboy                      |
|              | 1642, 2. November               | Zweite Schlacht bei Breitenfeld |
|              | 1643, 24. November              | Schlacht bei Tuttlingen |
|              | 1644, August                    | Schlacht bei Freiburg im Breisgau |
|              | 1645, 6. März                   | Schlacht bei Jankau |
|              | 1645, 3. August                 | Zweite Schlacht bei Nördlingen |
|              | 1646, 22. Mai–4. August         | Belagerung von Korneuburg |
|              | 1648, 17. Mai                   | Schlacht bei Zusmarshausen |
|              | 1648, 20. August                | Schlacht bei Lens |

### Niederländisch-Portugiesischer Krieg
| 1624–1654 | Niederländisch-Portugiesischer Krieg |  |

### Englisch-Spanischer Krieg
| 1625–1630 | Englisch-Spanischer Krieg |  |

### Oberösterreichischer Bauernkrieg
| 1626 | Oberösterreichischer Bauernkrieg |  |

### Mantuanischer Erbfolgekrieg
| 1629–1631 | Mantuanischer Erbfolgekrieg |  |

### Zweiter Polnisch-Russischer Krieg
| 1632–1634 | Zweiter Polnisch-Russischer Krieg |  |

### Französisch-Spanischer Krieg
| 1635–1659 | Französisch-Spanischer Krieg |                       |
|           | 1643, 19. Mai                | Schlacht bei Rocroi   |
|           | 1648, 20. August             | Schlacht bei Lens     |
|           | 1658, 14. Juni               | Schlacht in den Dünen |

### Spanisch-Portugiesischer Krieg
| 1641–1644 | Spanisch-Portugiesischer Krieg |  |

### Krieg der Drei Königreiche 1641–1653
| 1641–1653    | Krieg der Drei Königreiche 1641–1653:                                   | |
| a) 1642–1649 | Englischer Bürgerkrieg                                                  | |
|              | 1642, 23. Oktober                                                       | Schlacht bei Edgehill, Royalisten besiegen die Parlamentarier                                                                     |
|              | 1643, 11. Oktober                                                       | Schlacht von Winceby, Parlamentarier besiegen die Royalisten                                                                      |
|              | 1644, 29. März                                                          | Schlacht bei Cheriton, Parlamentarier besiegen die Royalisten                                                                     |
|              | 1644, 29. Juni                                                          | Schlacht von Cropredy Bridge, Royalisten besiegen die Parlamentstruppen                                                           |
|              | 1644, 2. Juli                                                           | Schlacht von Marston Moor, Parlamentarier und Schotten besiegen die Royalisten                                                    |
|              | 1645, 14. Juni                                                          | Schlacht von Naseby, Parlamentarier besiegen die Royalisten                                                                       |
|              | 1648, 17./18. Januar                                                    | Schlacht von Preston, Oliver Cromwell besiegt die Schotten                                                                        |
|              | 1651, 25. August                                                        | Schlacht von Wigan Lane, Robert Lilburne (Parlament) besiegt James Stanley, 7. Earl of Derby (Royalist)                           |
|              | 1651, 3. September                                                      | Schlacht von Worcester, Oliver Cromwell besiegt Karl. II.                                                                         |
| b) 1641–1653 | Irische Konföderationskriege, englische Rückeroberung Irlands 1649–1653 | |
|              | 1641, November                                                          | Schlacht von Julianstown, irische Rebellen besiegen Engländer                                                                     |
|              | 1646, Juni                                                              | Schlacht von Benburb, irische Konföderation (Ulster-Armee) besiegen schottische Covenanters und englische und schottische Siedler |
|              | 1647, August                                                            | Schlacht am Dungans Hill, englische Parlamentarier besiegen irische Konföderation (Leinster-Armee)                                |
|              | 1647, November                                                          | Schlacht von Knocknanauss, englische Parlamentarier besiegen irische Konföderation (Munster-Armee)                                |
|              | 1649, 2. August                                                         | Schlacht von Rathmines, englische Parlamentarier besiegen irische Konföderation und Royalisten                                    |
|              | 1649, 11. September                                                     | Belagerung von Drogheda, Oliver Cromwell/New Model Army erobert Drogheda von den Iren und Royalisten                              |
|              | 1649, 2.–11. Oktober                                                    | Belagerung von Wexford, Oliver Cromwell erobert Wexford von den Iren und Royalisten                                               |
|              | 1650, 21. Juni                                                          | Schlacht von Scarrifholis, Oliver Cromwell und englische Siedler besiegen Iren (Ulster-Armee)                                     |
|              | 1650, Juni–Oktober                                                      | Belagerung von Limerick, Oliver Cromwell erobert Limerick von den Iren (Ulster-Armee) und Royalisten                              |
|              | 1651, August bis 1652, Mai                                              | Belagerung von Galway, Oliver Cromwell erobert Galway von den Iren                                                                |

### Zweiter Englischer Powhatankrieg
| 1644–1646 | Zweiter Englischer Powhatankrieg |  |

### Chmelnyzkyj-Aufstand
| 1648–1657 | Chmelnyzkyj-Aufstand        |                                                                           |
|           | 1648, 29. April bis 16. Mai | Schlacht bei Schowti Wody, Kosaken und Krimtataren besiegen Polen-Litauen |
|           | 1648, 26. Mai               | Schlacht bei Korsun, Kosaken und Krimtataren besiegen Polen-Litauen       |
|           | 1651, 28.–30. Juni          | Schlacht bei Berestetschko                                                |
|           | 1652                        | Schlacht bei Batoh                                                        |
|           | 1653                        | Schlacht bei Schwanez                                                     |

### Erster Englisch-Niederländischer Seekrieg
| 1652–1654 | Erster Englisch-Niederländischer Seekrieg |                                                                                      |
|           | 1652, 29. Mai                             | Seeschlacht bei Dover, unentschiedene Schlacht zwischen England und den Niederlanden |
|           | 1652, 26. August                          | Seeschlacht bei Plymouth, Kommandant de Ruyter besiegt die englische Flotte          |
|           | 1652, 8. September                        | Seeschlacht bei Elba                                                                 |
|           | 1652, 8. Oktober                          | Seeschlacht bei Kentish Knock, englische Flotte besiegt die Niederländer             |
|           | 1652, Dezember                            | Seeschlacht bei Dungeness, niederländische Flotte besiegt die Engländer              |
|           | 1653, März                                | Seeschlacht bei Livorno, niederländische Flotte besiegt die Engländer                |
|           | 1653, März                                | Seeschlacht bei Portland, englische Flotte besiegt die Niederländer                  |
|           | 1652, Juni                                | Seeschlacht bei Gabbard, englische Flotte besiegt die Niederländer                   |
|           | 1652, August                              | Seeschlacht bei Scheveningen, englische Flotte besiegt die Niederländer              |

### Dritter Polnisch-Russischer Krieg
| 1654–1656 | Dritter Polnisch-Russischer Krieg |  |

### Englisch-Spanischer Krieg
| 1655–1660, | Englisch-Spanischer Krieg |                                                                          |
|            | 1658, Mai                 | Belagerung von Dünkirchen, französisch-englisches Heer erobert die Stadt |
|            | 1658, 14. Juni            | Schlacht in den Dünen, französisch-englischer Sieg über die Spanier      |

### Schwedisch-Polnischer Krieg
| 1655–1660 | Schwedisch-Polnischer Krieg |  |

### Russisch-Schwerdischer Krieg
| 1656–1658 | Russisch-Schwedischer Krieg |  |

### Spanisch-Portugiesischer Krieg
| 1657–1668, | Spanisch-Portugiesischer Krieg |  |

### Restaurationskrieg
| 1659–1668, | Restaurationskrieg |                                                                                    |
|            | 1663, 8. Juni      | Schlacht von Amaixial, portugiesisch-britische Truppen besiegen die Spanier        |
|            | 1664,              | Schlacht von Castelo Rodrigo, portugiesisch-britische Truppen besiegen die Spanier |
|            | 1665, 17. Juni     | Schlacht von Montes Claros, portugiesisch-britische Truppen besiegen die Spanier   |

### Achter Burmesisch-Siamesischer Krieg
| 1660–1662 | Achter Burmesisch-Siamesischer Krieg |  |

### Türkenkrieg 1663/1664
| 1663–1664, | Türkenkrieg 1663/1664           |                                         |
|            | 1664, 13. Januar bis 6. Februar | Winterfeldzug 1664 des Nikolaus Zrinski |
|            | 1664, 5. Juni bis 7. Juli       | Belagerung von Neu-Zrin                 |
|            | 1664, 1. August                 | Schlacht bei Mogersdorf                 |

### Zweiter Englisch-Niederländischer Seekrieg
| 1665–1667, | Zweiter Englisch-Niederländischer Seekrieg |                                                                                            |
|            | 1665, 13. Juni                             | Seeschlacht bei Lowestoft, der Herzog von York besiegt die niederländische Flotte          |
|            | 1665, 12. August                           | Schlacht in der Bucht von Bergen                                                           |
|            | 1666, 11.–14. Juni                         | Viertageschlacht, Niederländer besiegen die englische Flotte                               |
|            | 1666, 4. August                            | Seeschlacht bei North Foreland, Engländer besiegen die niederländische Flotte              |
|            | 1667, Juni                                 | Überfall im Medway, erfolgreicher niederländischer Branderangriff auf die englische Flotte |

### Devolutionskrieg
| 1667/68, | Devolutionskrieg |  |

### Dritter Englisch-Niederländischer Seekrieg
| 1672–1674, | Dritter Englisch-Niederländischer Seekrieg |                                    |
|            | 1672, 7. Juni                              | Seeschlacht von Solebay            |
|            | 1673, 7. Juni                              | Erste Seeschlacht von Schooneveld  |
|            | 1673, 14. Juni                             | Zweite Seeschlacht von Schooneveld |
|            | 1673, 21. August                           | Seeschlacht vor Texel              |

### Osmanisch-Polnischer Krieg 1672–1676
| 1672–1676, | Osmanisch-Polnischer Krieg 1672–1676 |                            |
|            | 1673, 11. November                   | Schlacht bei Chotyn (1673) |

### Holländischer Krieg
| 1672–1678, | Holländischer Krieg               |                                                                                     |
|            | 1673, 13. bis 26. Juni            | Belagerung von Maastricht                                                           |
|            | 1674, 19. April bis 22. Mai       | Belagerung von Besançon                                                             |
|            | 1674, 16. Juni                    | Schlacht bei Sinzheim                                                               |
|            | 1674, 11. August                  | Schlacht bei Seneffe                                                                |
|            | 1674, 4. Oktober                  | Schlacht bei Enzheim                                                                |
|            | 1675, 5. Januar                   | Schlacht bei Türkheim                                                               |
|            | 1675, 11. Februar                 | Erste Seeschlacht bei Stromboli, Franzosen beisgen Spanier                          |
|            | 1675, 27. Juli                    | Schlacht bei Sasbach                                                                |
|            | 1675, 11. August                  | Schlacht an der Konzer Brücke                                                       |
|            | 1676, 8. Januar                   | Zweite Seeschlacht bei Stromboli, Unentschieden zwischen Frankreich und Niederlande |
|            | 1676, 22. April                   | Seeschlacht bei Augusta, Unentschieden zwischen Franzosen und Niederlande / Spanien |
|            | 1676, 2. Juni                     | Seeschlacht vor Palermo, Franzosen besiegen Niederländer und Spanier                |
|            | 1676, 1. Mai bis 17. September    | Belagerung von Philippsburg                                                         |
|            | 1676, November bis 1677, 17. März | Belagerung von Valenciennes                                                         |
|            | 1677, 11. April                   | Schlacht bei Cassel                                                                 |
|            | 1678, 4./5. August                | Schlacht bei Saint-Denis                                                            |

### Schonischer Krieg
| 1674–1679 | Schonischer Krieg            |                                                                                      |
|           | 1676, 1. Juni                | Seeschlacht bei Öland, holländisch-dänische Flotte siegt über die schwedische Flotte |
|           | 1676, 4. Dezember            | Schlacht bei Lund, schwedischer Sieg über die Dänen                                  |
|           | 1677, 14. Juli               | Schlacht bei Landskrona, schwedischer Sieg über die Dänen                            |
|           | 1677, Sommer                 | Seeschlacht bei Mön, dänische Flotte siegt über die schwedische Flotte               |
|           | 1677, 11. bis 12. Juli       | Seeschlacht in der Køgebucht, dänische Flotte siegt über die schwedische Flotte      |
|           | 1677, Sommer bis August 1678 | Belagerung von Kristianstad, schwedischer Sieg über die Dänen                        |

### Schwedisch-Brandenburgischer Krieg
| 1674–1679 | Schwedisch-Brandenburgischer Krieg |                                                       |
|           | 1675, 15. Juni                     | Schlacht um Rathenow, Brandenburg besiegt Schweden    |
|           | 1675, 17. Juni                     | Gefecht bei Nauen, Brandenburg besiegt Schweden       |
|           | 1675, 18. Juni                     | Schlacht bei Fehrbellin, Brandenburg besiegt Schweden |

### Französisch-Algerischer Krieg
| 1681–1688 | Französisch-Algerischer Krieg |                              |
|           | 1682, Juli bis August         | Erste Bombardierung Algiers  |
|           | 1683, Juni bis Juli           | Zweite Bombardierung Algiers |
|           | 1688, Juni bis Juli           | Dritte Bombardierung Algiers |

### Reunionskrieg
| 1683–1684 | Reunionskrieg (1683–1684) |                                                                 |
|           | 1684, 18. bis 28. Mai     | Bombardement von Genua, Franzosen besiegen Genuesen und Spanier |

### Großer Türkenkrieg
| 1683–1699 | Großer Türkenkrieg               |                                |
|           | 1683, 15. Juli bis 12. September | Zweite Wiener Türkenbelagerung |
|           | 1683, 12. September              | Schlacht am Kahlenberg         |
|           | 1684, 27. Juni bis 30. Oktober   | Erste Belagerung von Ofen      |
|           | 1686, Juni bis 2. September      | Zweite Belagerung von Ofen     |
|           | 1687, 12. August                 | Schlacht bei Mohács            |
|           | 1691, 19. August                 | Schlacht bei Slankamen         |
|           | 1697, 11. September              | Schlacht bei Zenta             |

### Französisch-Siamesischer Krieg
| 1685 | Französisch-Siamesischer Krieg |  |

### Vierter Polnisch-Russischer Krieg
| 1685–1687 | Vierter Polnisch-Russischer Krieg |  |

### Englisch-Siamesischer Krieg
| 1687 | Englisch-Siamesischer Krieg |  |

### Pfälzischer Erbfolgekrieg
| 1688–1697 | Pfälzischer Erbfolgekrieg (Neunjähriger Krieg) |                                          |
|           | 1688, 27. September bis 30. Oktober            | Belagerung von Philippsburg              |
|           | 1689, 25. August                               | Schlacht bei Walcourt                    |
|           | 1690, 1. Juli                                  | Schlacht bei Fleurus                     |
|           | 1690, 10. Juli                                 | Schlacht bei Beachy Head                 |
|           | 1690, 18. August                               | Schlacht von Staffarda                   |
|           | 1691, 15. März bis 10. April                   | Belagerung von Mons                      |
|           | 1691, 28. Juni                                 | Belagerung von Cuneo                     |
|           | 1691, 18. September                            | Schlacht bei Leuze                       |
|           | 1692, 25. Mai bis 30. Juni                     | Belagerung von Namur                     |
|           | 1692, 29. Mai bis 4. Juni                      | Seeschlachten von Barfleur und La Hougue |
|           | 1692, 3. August                                | Schlacht bei Steenkerke                  |
|           | 1693, 27. Juni                                 | Schlacht von Lagos                       |
|           | 1693, 29. Juli                                 | Schlacht bei Neerwinden                  |
|           | 1693, 4. Oktober                               | Schlacht bei Marsaglia                   |
|           | 1694, 27. Mai                                  | Schlacht von Torroella                   |
|           | 1695, 18. Januar                               | Seegefecht vom 18. Januar 1695           |
|           | 1695, 2. Juli bis 1. September                 | Zweite Belagerung von Namur              |

### King William’s War
| 1689–1697 | King William’s War in Nordamerika |  |

### Irischer Krieg
| 1689–1691 | Irischer Krieg |                                                                         |
|           | 1690, 1. Juni  | Schlacht am Boyne, (Irland), Wilhelm III. von Oranien besiegt Jakob II. |

### Großer Nordischer Krieg
| 1700–1722 | Großer Nordischer Krieg |                                              |
|           | 1700, 20. November      | Schlacht bei Narva Schweden besiegt Russland |